# Вика, Александр

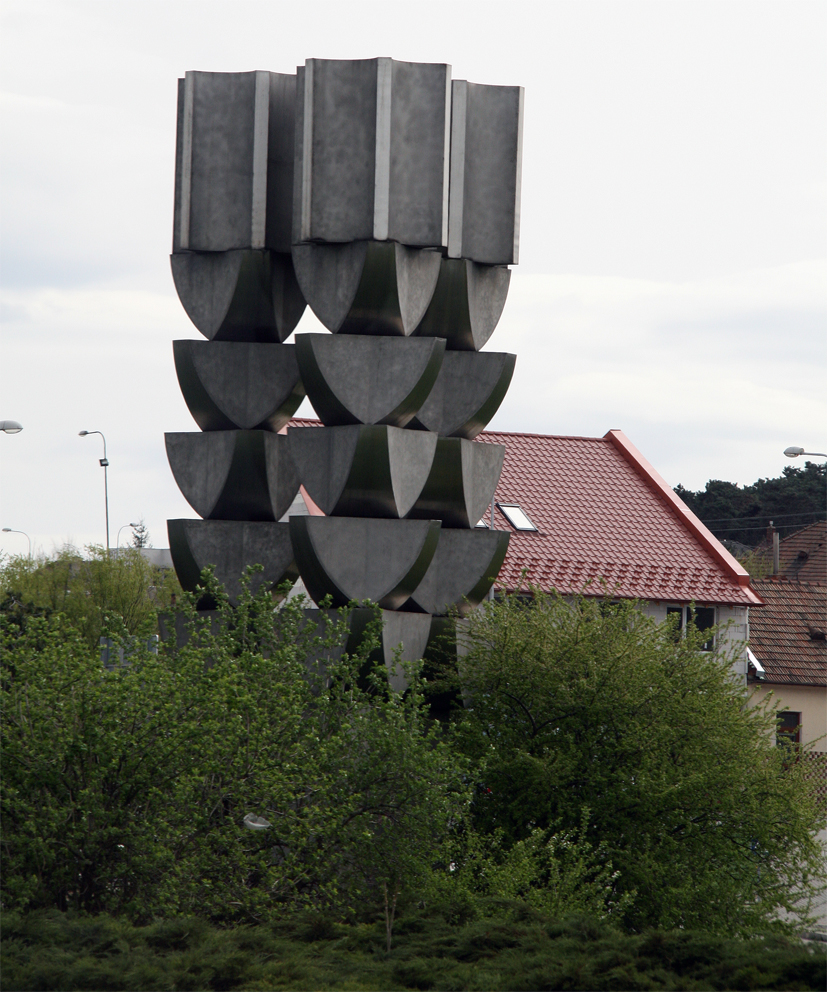
Мемориал «Три колоска» в Нитре

Александр Вика (словац. Alexander Vika,  10 мая 1933, Братислава — 21 апреля 2025, Братислава) — словацкий скульптор. Он был известен тем, что привнёс абстрактные, модернистские подходы в монументальную чехословацкую скульптуру коммунистической эпохи.

## Биография

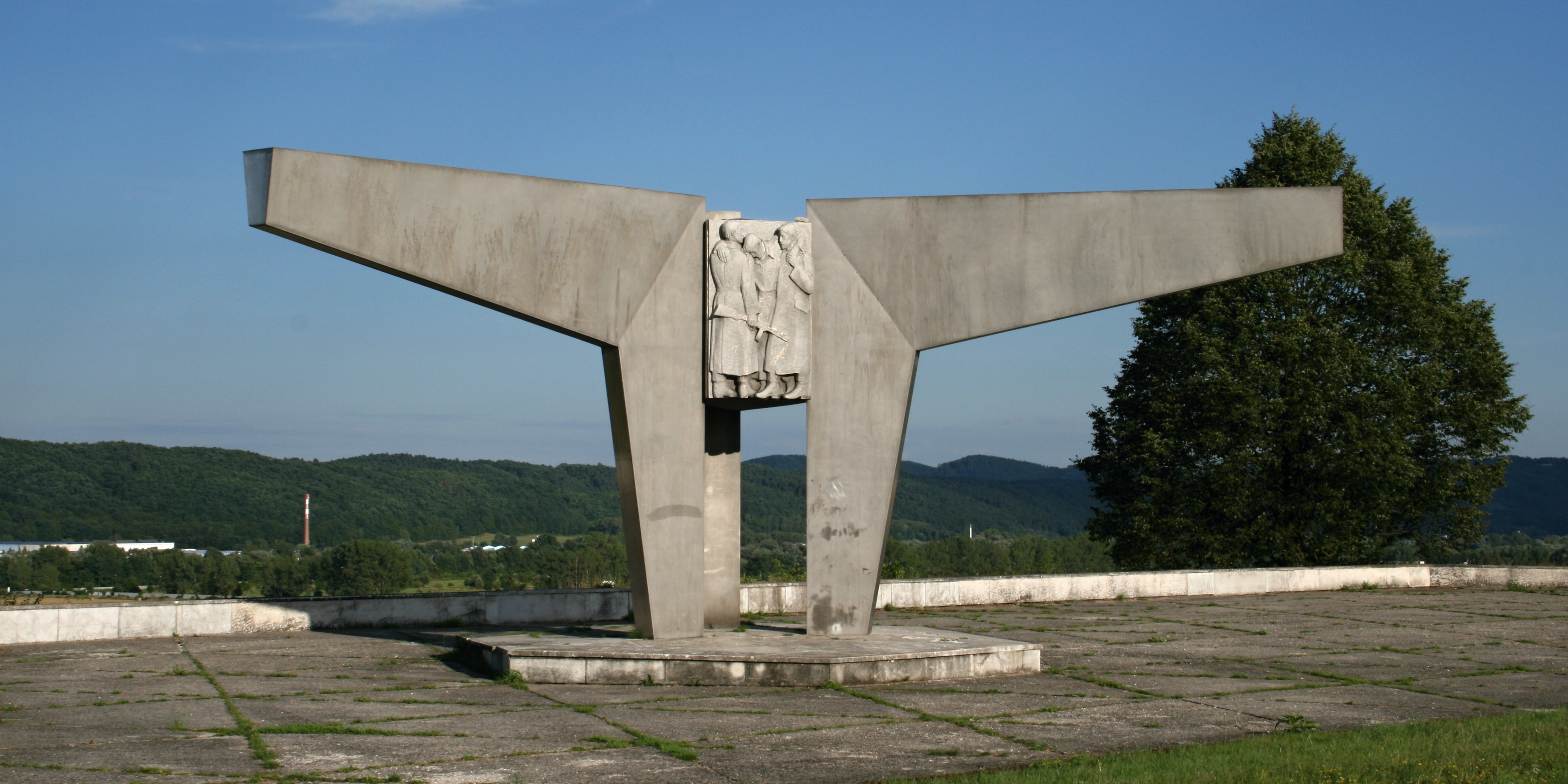
Мемориал 2-й чехословацкой парашютной бригады в Бадине

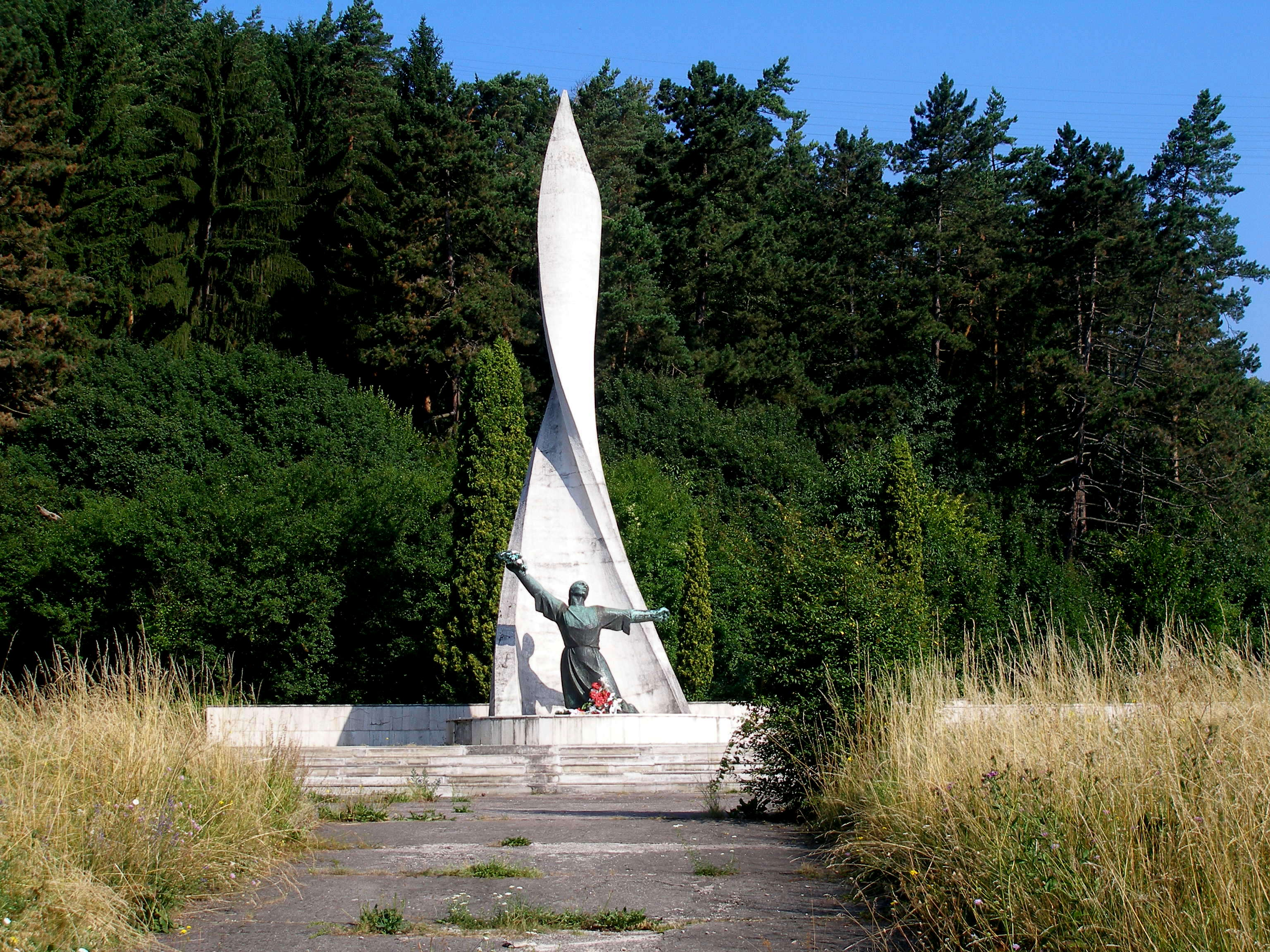
Мемориал «Пламя» в Немецка

Александр Вика родился 10 мая 1933 года в Братиславе. Его детство прошло под сильным влиянием Второй мировой войны. Когда ему было 11 лет, его семья переехала в деревню, чтобы избежать усиливающихся бомбардировок Братиславы войсками союзников.
Вика обучался в Академии искусств в Братиславе и изучал скульптуру в Высшей школе изобразительных искусств, которую окончил в 1959 году. В 1960-х и 1970-х годах он создал монументальные скульптуры, среди которых мемориал 2-й чехословацкой парашютной бригады в Бадине, мемориал «Пламя» в Немецке и мемориал «Три колоска» в Нитре. Мемориал «Пламя» является самым высоким, его высота составляет 12,5 метров. Кроме того, Вика создал большое количество мемориалов и мемориальных досок, расположенных в основном в Братиславе, включая статую «Молодость», расположенную перед отелем Junior в Братиславе.
Помимо своей художественной деятельности, Вика преподавал в Университете Коменского (1965—1985), Словацком техническом университете в Братиславе (1986—2002), а с 2002 года — в Университете Александра Дубчека, который в 2001 году присвоил ему звание почётного доктора.
Вика умер 21 апреля 2025 года в возрасте 91 года в Братиславе.